# Nordfyn
Nordfyn is een gemeente in de Deense regio Zuid-Denemarken (Syddanmark) en telt 29.714 inwoners (2022). Nordfyn ligt op het eiland Funen.
De gemeente kwam tot stand bij de herindeling van 2007, toen de gemeenten Bogense, Otterup en Søndersø werden samengevoegd. De naam van de gemeente werd aangenomen door middel van een lokaal referendum.

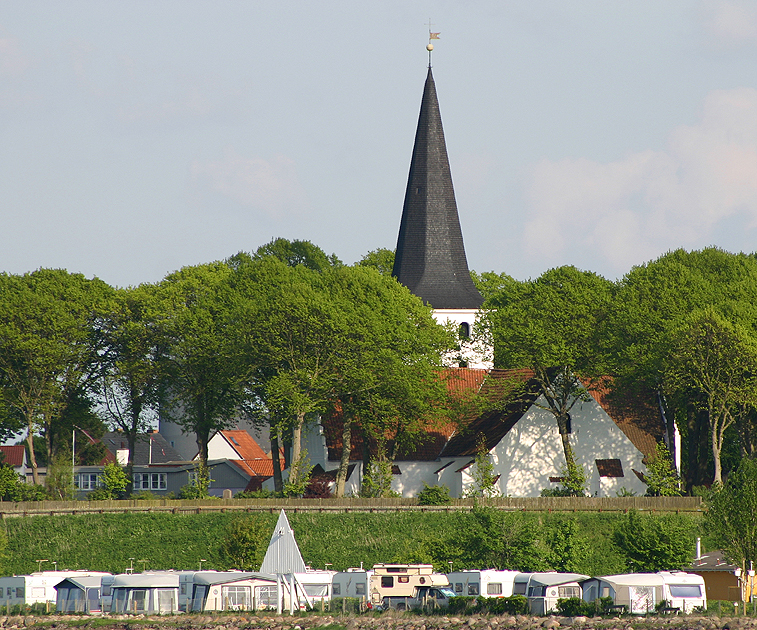
Sint Nicolaaskerk in Bogense

## Plaatsen in de gemeente
- Veflinge
- Lunde
- Søndersø
- Morud
- Særslev
- Kappendrup
- Skamby
- Bogense
- Hårslev
- Klintebjerg
- Østrup
- Uggerslev
- Otterup
- Bredbjerg
- Gamby

Aabenraa · Ærø · Assens · Billund · Esbjerg · Faaborg-Midtfyn · Fanø · Fredericia · Haderslev · Kerteminde · Kolding · Langeland · Middelfart · Nordfyn · Nyborg · Odense · Sønderborg · Svendborg · Tønder · Varde · Vejen · Vejle
- International Standard Name Identifier: 0000 0004 0379 116X
- MusicBrainz: dc6c2a2d-d078-4a8c-b7e0-7a8b99fc626b